# Anđele moj dragi (1995.)
Anđele moj dragi, hrvatski dugometražni film iz 1995. godine.